# Dolichoxipha danbulla
Dolichoxipha danbulla är en insektsart som beskrevs av Otte, D. och R.D. Alexander 1983. Dolichoxipha danbulla ingår i släktet Dolichoxipha och familjen syrsor. Inga underarter finns listade i Catalogue of Life.